# Schutterwald
Schutterwald là một thị xã ở huyện Ortenau trong bang Baden-Württemberg nước Đức. Đô thị Schutterwald có diện tích 21,03 km².